# Dyspyralis illocata
Dyspyralis illocata là một loài bướm đêm trong họ Erebidae.